# Dimitri Bisoli
Dimitri Bisoli, est un footballeur italien né le 25 mars 1994 à Cagliari. Il joue au poste de milieu relayeur au Cesena FC.

## Biographie
Son poste de prédilection est le milieu de terrain. Dimitri a évolué durant sa carrière exclusivement en Italie, jouant dans les  clubs du Foligno Calcio, du Cagliari Calcio, du Bologne FC, de l'AC Prato, du Santarcangelo Calcio, de la Fidelis Andria, et actuellement du Brescia Calcio. Il possède à son compteur une vingtaine de matchs en Serie A.